# Colonia Lázaro Cárdenas, Chalchihuites
Colonia Lázaro Cárdenas är en ort i Mexiko.   Den ligger i kommunen Chalchihuites och delstaten Zacatecas, i den centrala delen av landet, 700 km nordväst om huvudstaden Mexico City. Colonia Lázaro Cárdenas ligger 2 063 meter över havet och antalet invånare är 226.
Terrängen runt Colonia Lázaro Cárdenas är kuperad västerut, men österut är den platt. Colonia Lázaro Cárdenas ligger nere i en dal. Runt Colonia Lázaro Cárdenas är det glesbefolkat, med 16 invånare per kvadratkilometer. Närmaste större samhälle är Sombrerete, 18,5 km nordost om Colonia Lázaro Cárdenas. Omgivningarna runt Colonia Lázaro Cárdenas är i huvudsak ett öppet busklandskap.